# Citroën Ami One Concept
La Citroën Ami One Concept è una concept car elettrica presentata dalla casa automobilistica francese Citroën nel 2019, in occasione del suo centesimo anniversario. Anticipa la Citroën Ami, commercializzata da giugno 2020.

## Presentazione
La Citroën Ami One Concept è stata presentata al Salone dell'automobile di Ginevra del 2019 per celebrare i 100 anni dell'azienda francese, fondata nel 1919. Sarà di ispirazione per un modello di serie che avrebbe dovuto essere presentato al Salone di Ginevra nel 2020, la Citroën Ami.

## Descrizione
Quest'auto è basata sulla simmetria. Pertanto paraurti anteriori e posteriori, lati sinistro e destro e luci anteriori e posteriori sono identici. Ciò implica che le portiere si aprono in maniera differente. Infatti, quella del passeggero ha un'apertura classica, mentre quella del guidatore ne ha una antagonista. I loghi della Citroën sono in 2D, stampati direttamente sulla carrozzeria (anteriormente) e sul lunotto (posteriormente).
Internamente presenta pochi componenti. Il sistema multimediale è gestito tramite il cellulare del conducente, appoggiato sul cruscotto, che assicura una ricarica senza fili.
Il nome riprende quello delle Citroën Ami 6 e 8 prodotte tra gli anni 1960 e 1970.

## Tecnica
La Ami One è dotata di un motore elettrico alimentato da una batteria agli ioni di litio da 14 kWh, ricaricabile presso una colonnina di ricarica da 7 kW in 2 ore.
Garantisce un'autonomia di 100 km e una velocità massima di 45 km/h.